# Tachibana Muneshige
 (décembre 2016).
Tachibana Muneshige est un nom japonais traditionnel ; le nom de famille (ou le nom d'école), Tachibana, précède donc le prénom (ou le nom d'artiste).
Tachibana Muneshige (立花 宗茂, 18 décembre 1567-15 novembre 1643), connu dans sa jeunesse sous le nom « Senkumaru » (千熊丸) et alternativement appelé « Tachibana Munetora » (立花 宗虎 ou 立花 統虎), est un samouraï de la fin de la période Azuchi Momoyama et daimyo du début de l'époque d'Edo. Il est le fils aîné de Takahashi Shigetane, un obligé du clan Ōtomo. Adopté par Tachibana Dōsetsu, il épouse plus tard sa fille Tachibana Ginchiyo, succédant ainsi aux Tachibana.
Habile à la guerre tactique, dans les arts traditionnels et connu pour sa bienveillance, il est salué comme un homme qui a affronté de nombreux changements dans sa vie.

## Jeunesse
Tachibana Muneshige naît à Kakehi, dans le district de district de Kunisaki (ja), dans la province de Bungo (actuelle Bungotakada). À l'âge de huit ans, Muneshige assiste à un spectacle. Pendant la représentation, un homme est tué et la foule panique. Muneshige ne montre aucun signe de peur et il raille le public pour avoir quitté tôt le spectacle. Il se précipite vers la scène. Son comportement courageux attire l'attention de Tachibana Dōsetsu et, en 1581, ce dernier décide de l'adopter. Shigetane refuse fermement ce projet, même quand Dōsetsu le prie constamment au cours de plusieurs visites cordiales. Avec le temps, la résistance de Shigetane faiblit et Dōsetsu voit sa demande exaucée.
En juillet 1581, Muneshige participe à sa première bataille avec son père adoptif. Les Ōtomo poursuivent la famille Akizuki à la bataille de Honami. Muneshige monte à cheval et tire sur Horie Bizen, vaillant obligé des Akizuki. Horie charge Muneshige avec une longue épée pour le tuer. Il est débordé de façon inattendue quand il combat avec Muneshige et distrait assez longtemps pour être tué par Hagio Daigaku.
En 1584, Muneshige rejoint son père et son père adoptif dans la campagne pour reconquérir la province de Chikugo. Après être allé à l'avant de la bataille avec Dōsetsu, il lui est confié la garde du château d'Ayama. Lorsque l'armée de Akizuki Tanezane forte de 8 000 hommes se rapproche, Muneshige la vainc avec un raid de nuit et une attaque au feu. Soit après sa première bataille ou sa victoire contre Tanezane, il fait partie des invités au cours du banquet de victoire de l'armée. Muneshige est heureux d'avoir combattu aux côtés de son père biologique et, à tort, s'adresse à Shigetane en disant « père ». Shigetane répond en le réprimandant et le renie publiquement, déclarant que Muneshige a toujours fait partie du clan Tachibana.

## Au service de Toyotomi
En 1586, Shimazu Tadatane et Ijuin Tadamune envahissent la province de Chikuzen avec une armée de 20 000 hommes et assiègent le château d'Iwaya. Muneshige, qui est en poste au château d'Ayama et sait que Shigetane est au château d'Iwaya, veut envoyer des renforts à son père. Il est arrêté par Yoshida Sakyo qui va à la mort à la place de Muneshige. Shigetane et Sakyo meurent avec plus de 500 vassaux au château d'Iwaya. Shimazu Yoshihisa ordonne alors à ses hommes de prendre le château d'Ayama. Muneshige défend son poste avec courage en s'appuyant sur des attaques surprise pour repousser les Shimazu. À un moment donné, il mène une attaque surprise sur le camp principal des Shimazu et décapite plusieurs soldats ennemis. Recrue de fatigue, l'armée des Shimazu se retire. Muneshige les poursuit, s'empare d'une de leurs positions et reprend deux de leurs châteaux.
Après la retraite de l'armée des Shimazu, l'armée de Toyotomi forte de 20 000 hommes arrive dans le Kyūshū. Muneshige jour un rôle actif dans la campagne suivante pour réprimer les insurrections du Kyūshū, et se trouve principalement impliqué dans les négociations de paix avec l'opposition. Lorsque les Shimazu se rendent en 1587, Tashibana Muneshige est récompensé par l'octroi du château de Yanagawa de 132 200 koku de revenus. Avec cette nouvelle richesse, les Tachibana déclarent leur indépendance vis-à-vis de leurs maîtres, le clan Ōtomo.
Lorsque Sassa Narimasa est confronté à des émeutes dans Kyūshū, Muneshige est volontaire pour arrêter les insurrections et contribue aux efforts de pacification. Il rencontre Kobayakawa Takakage et son fils adoptif, Kobayakawa Motofusa. Les deux hommes servent avec une grande renommée et s'apprécient mutuellement lorsqu'ils ont partagé des réalisations similaires. Motofusa et Muneshige deviennent frères jurés et sont tous deux promus un an plus tard. Après avoir servi au siège d'Odawara, Toyotomi Hideyoshi prolonge son éloge et il remporte l'admiration de plusieurs daimyos présents. Le taiko déclare : « Tout comme l'est a Honda Tadakatsu comme le plus grand guerrier de la terre, l'ouest a sûrement Muneshige au même titre. »
Durant la conquête de la dynastie Ming de Chine en passant par la Corée, Muneshige est capitaine de l'un des six escadrons de 2 500 hommes avec Kobayakawa Takakage lors de la première invasion. Ils prévoient de s'emparer d'abord de Jeolla et de faire voile au sud en levant l'ancre de Chungcheong, mais ils sont violemment repoussés et vaincus plusieurs fois près de Geumsan par les armées chinoises dirigées par Zu Chengxun. Étant donné qu'aucune armée ne peut s'imposer à l'autre, les deux parties se retrouvent dans une impasse. Muneshige essaye de barricader les routes de Muju dans un effort pour protéger ses troupes. Cependant, comme les soldats sont encore en train d'être transportés, son plan échoue et il ne peut pas maintenir sa position en Corée.
En 1597, Muneshige continue à agir comme unité défensive. Sans fusionner avec l'armée d'invasion, il est envoyé pour protéger Angol-po au cours du siège d'Ulsan. Cependant, comme il est inquiet pour ses alliés du clan Mōri, son plan initial de se rendre à Busan est modifié pour protéger le château de Goseong. Il participe vraisemblablement à la défense de Waeseong ou Goseong mais est absent de la majorité des campagnes, car il lui est ordonné de servir de renforts ou de prendre des positions défensives.
Après la mort de Hideyoshi, la flotte japonaise ordonne une retraite à grande échelle. Muneshige aide la flotte de Shimazu Yoshihiro et ils sont en mesure de récupérer leur allié échoué des forces navales de Chen Lin et Yi Sun-sin.

## Sekigahara
Bien qu'il n'apprécie pas Ishida Mitsunari, Muneshige sert l'armée de l'Ouest en raison de sa loyauté aux défunts Hideyoshi. Il donne à ses hommes la possibilité de choisir pour quel côté ils veulent combattre et seul un membre d'une ancienne maison les quitte pour rejoindre l'armée de l'Est. À cette fin, il leur jure qu'ils se battront pour la victoire inconditionnelle et entraîne ses armées dans la province d'Ise.
Il rejoint le siège pour s'emparer du château d'Ōtsu avec une armée de 15 000 hommes. Le 13 octobre 1600, il combat avec Kyōgoku Takatsugu. Son armée utilise principalement des troupes avec fusil, parmi lesquelles il stationne les artilleurs afin de recharger théoriquement trois fois plus vite que la normale. Muneshige n'est pas en mesure de participer à la bataille de Sekigahara à cause du siège et, quand la nouvelle de la victoire de Tokugawa Ieyasu lui parvient, l'armée de l'Ouest abandonne le château d'Ōtsu.
Après le retrait de ses troupes, Muneshige veut défendre le château d'Osaka. Mōri Terumoto lui conseille d'abandonner l'idée en raison de l'invasion inévitable de Ieyasu et suggère une retraite précipitée vers Yanagawa. Muneshige est d'accord, mais il rencontre de façon inattendue un des hommes indirectement responsable de la mort de ses pères, Shimazu Yoshihiro, sur les quais. Yoshihiro, qui s'est déjà retiré de Sekigahara avec quelques hommes, fait face à Muneshige et lui offre sa tête en disant : « C'est la seule chance que vous aurez de venger votre vrai père. » Contrairement aux attentes du général, Muneshige répond :« Abattre une armée vaincue n'est un honneur pour aucun samouraï », et travaille avec Yoshihiro pour s'échapper sains et saufs dans leur foyer respectif. En guise de remerciement, une petite avant-garde Shimazu escorte Muneshige en retour à Yanagawa.
Peu de temps s'écoule avant que sa maison ne soit attaquée par Katō Kiyomasa, Nabeshima Naoshige et Kuroda Josui. Menant courageusement une armée de 32 000 hommes contre 40 000, Muneshige divise ses forces en deux et confie à chacun de ses officiers au moins 3 000 soldats. Malgré quelques premiers succès, les fournitures s'épuisent rapidement et le nombre des pertes s'élève rapidement. Muneshige, bien que blessé pendant l'engagement, peut encore mener une attaque surprise finale pour sauver ses hommes. À la fin de la lutte, il a perdu plusieurs de ses camarades du clan et doit être aidé à tenir sur son cheval quand il se retire au château de Yanagawa. Bien que très fatigué, il est prêt à résister aux envahisseurs de son domicile. Naoshige mène d'abord une offensive mais finalement Kiyomasa et Josui décident de convaincre leurs ennemis de se rendre. Muneshige cède après plusieurs tentatives. Il est dépossédé de ses terres et devient rōnin.
En passant, notons que Yoshihiro est rentré chez lui et, en signe de gratitude, a envoyé des troupes pour renforcer Yanagawa. Malheureusement, au moment où elles arrivent, les Tachibana en sont déjà à leur troisième jour de reddition.

## Époque d'Edo
Kiyomasa et Maeda Toshinaga regrettent de voir les talents de Muneshige gâchés, en tant que rōnin, et lui offrent de servir. Il refuse toutes les offres mais Kiyomasa continue à se battre pour la reconnaissance de Muneshige par Tokugawa Ieyasu. En 1603, le shogunat donne à Muneshige 5 000 koku et lui permet de devenir daimyo une fois de plus. En 1610, il reçoit 35 000 koku et est officiellement présenté à Ieyasu.
Bien qu'il ait été difficile de le convaincre de rejoindre le front, Ieyasu ordonne à Muneshige de participer au siège d'Osaka. Il sert dans les troupes de Tokugawa Hidetada et affronte Mōri Katsunaga. En 1620, le shogunat le récompense par la restitution de son ancien territoire et 109 200 koku de revenus. Avec cela, il lui est possible de rétablir sons statut de seigneur féodal. Il devient l'un des mentors de Tokugawa Iemitsu et s'occupe de l'éducation du futur shogun pendant sa jeunesse. Comme Muneshige se plonge dans les arts et la culture d'Edo, il a à peine le temps de retourner à son foyer d'origine. Il est cependant en mesure d'établir des allers-retours et travaille avec les seigneurs locaux pour maintenir la paix en son absence.
Il montre sa bravoure et ses prouesses au combat une dernière fois au cours de la rébellion de Shimabara en 1637. Après son service, il transmet sa position de chef de famille et les propriétés du clan à son fils adoptif, Tadashige. Il meurt dans sa résidence locale à Edo au cours de 1643 à l'âge de 76 ans. Il n'avait pas d'enfants. Deux tombes sont réalisées pour lui ; l'une se trouve dans l'arrondissement de Nerima à Tokyo au Kōtoku-ji et l'autre à Komaki dans la préfecture d'Aichi près du Fukugon-ji.